# Wahlkreis Oberfranken
Der Wahlkreis Oberfranken ist einer der sieben Wahlkreise für die bayerischen Land- und Bezirkstagswahlen. Territorial entspricht er dem bayerischen Bezirk Oberfranken.
Der Wahlkreis entsendet seit der Wahl am 15. September 2013 mindestens 16 Abgeordnete ins Maximilianeum, von denen 8 in den Stimmkreisen direkt gewählt werden. Bei der Wahl 2018 ergaben sich jeweils ein Überhang- und Ausgleichsmandat, so dass die Gesamtzahl der oberfränkischen Abgeordneten im 18. Bayerischen Landtag bei 18 liegt.

## Stimmkreise
Bis zur Wahl 2008 war der Wahlkreis in neun Stimmkreise eingeteilt. Da die Zahl der wahlberechtigten Einwohner im Vergleich zu den anderen Wahlkreisen abgenommen hatte, wurde zur Wahl 2013 der Stimmkreis Wunsiedel aufgelöst und mit dem Stimmkreis Kulmbach zum neuen  Stimmkreis Wunsiedel, Kulmbach zusammengelegt, dabei wurden auch die Stimmkreise Bayreuth und Hof neu zugeschnitten.
| Stimmkreis                     | Anmerkung | 2018   | 2013   | 2008   |
| ------------------------------ | --------- | ------ | ------ | ------ |
| 401 Bamberg-Land               |           | 085500 | 084559 | 083104 |
| 402 Bamberg-Stadt              |           | 088000 | 085020 | 083672 |
| 403 Bayreuth                   |           | 129700 | 130319 | 103371 |
| 404 Coburg                     |           | 101200 | 102861 | 104043 |
| 405 Forchheim                  |           | 090300 | 089379 | 087772 |
| 406 Hof                        |           | 110200 | 113609 | 098753 |
| 407 Kronach, Lichtenfels       |           | 108800 | 111581 | 113753 |
| 408 Wunsiedel, Kulmbach        | ab 2013   | 127800 | 132486 |        |
| 408 Kulmbach                   | bis 2008  |        |        | 099889 |
| 409 Wunsiedel i.Fichtelgebirge | bis 2008  |        |        | 083183 |
| Oberfranken                    |           | 841600 | 849814 | 857540 |

Die Zahlen der Wahlberechtigten für die Landtagswahl 2018 sind vorläufige Schätzungen.

## Ergebnisse der Parteien

### Wahlen seit 2008
Bei den Landtagswahlen 2008 und 2013 errang die CSU jeweils alle neun bzw. acht Direktmandate. Die übrigen Sitze wurden von den Listenbewerbern besetzt, die auf der entsprechenden Parteiliste die größten Gesamtstimmenzahlen aufwiesen. 2018 errang die CSU wieder alle acht Direktmandate, hätte aufgrund der Gesamtstimmenzahl aber nur Anspruch auf sieben Mandate gehabt. Dadurch ergibt sich ein Überhangmandat, die SPD profitierte als zweitstärkste Kraft und erhielt das sich ergebende Ausgleichsmandat.
| Wahlen seit 2008      | 2018    | 2018  | 2013    | 2013  | 2008    | 2008  |
| --------------------- | ------- | ----- | ------- | ----- | ------- | ----- |
| Partei                | Prozent | Sitze | Prozent | Sitze | Prozent | Sitze |
| CSU                   | 40,0    | 8     | 45,9    | 9     | 44,7    | 9     |
| SPD                   | 13,6    | 3     | 23,3    | 4     | 21,2    | 4     |
| Bündnis 90/Die Grünen | 13,1    | 2     | 7,1     | 1     | 6,7     | 1     |
| AfD                   | 11,2    | 2     | -       |       | -       |       |
| Freie Wähler          | 11,0    | 2     | 9,3     | 2     | 10,7    | 2     |
| FDP                   | 4,2     | 1     | 2,8     |       | 4,6     | 1     |
| Die Linke             | 2,9     |       | 2,1     |       | 4,5     |       |
| BP                    | 1,0     |       | 0,8     |       | 0,4     |       |
| ödp                   | 1,0     |       | 1,2     |       | 1,2     |       |
| PARTEI                | 0,7     |       | -       |       | -       |       |
| Piraten               | 0,4     |       | 2,0     |       | -       |       |
| mut                   | 0,4     |       | -       |       | -       |       |
| V-Partei³             | 0,2     |       | .       |       | .       |       |
| Gesundheitsforschung  | 0,2     |       | -       |       | -       |       |
| Franken               | .       |       | 2,9     |       | -       |       |
| NPD                   | -       |       | 1,3     |       | 1,7     |       |
| REP                   | -       |       | 0,9     |       | 1,6     |       |
| Frauenliste           | -       |       | 0,6     |       | -       |       |
| BB                    | -       |       | -       |       | 0,8     |       |
| insgesamt             | 100     | 18    | 100     | 16    | 100     | 17    |

BB ist der Bamberger Bürger-Block, eine Wählergruppe, die auf die Stadt Bamberg beschränkt ist.

### Wahlen bis 2003
Unter „sonstige“ sind zusammengefasst unter anderem Freie Wähler, ÖDP, Republikaner und Bayernpartei.
| Wahlen bis 2003       | 2003    | 1998    | 1994    |
| --------------------- | ------- | ------- | ------- |
| Partei                | Prozent | Prozent | Prozent |
| CSU                   | 59,2    | 47,6    | 50,1    |
| SPD                   | 23,8    | 36,0    | 36,1    |
| Bündnis 90/Die Grünen | 5,4     | 4,2     | 5,0     |
| FDP                   | 2,3     | 1,5     | 2,0     |
| sonstige              | 9,3     | 10,7    | 6,8     |
| insgesamt             | 100     | 100     | 100     |

## Gewählte Abgeordnete

### Wahl 2018
Alle Zahlen nach den vorläufigen Ergebnissen des Wahlleiters, Stand 14. Oktober 2018.
| Mitglied des Landtages | geb. | Partei                | Stimmkreis           | Stimmen | davon Erststimmen | Bemerkungen  |
| ---------------------- | ---- | --------------------- | -------------------- | ------- | ----------------- | ------------ |
| Klaus Adelt            | 1956 | SPD                   | Hof                  | 024910  | 19132             |              |
| Inge Aures             | 1956 | SPD                   | Wunsiedel, Kulmbach  | 047149  | 17702             |              |
| Jürgen Baumgärtner     | 1973 | CSU                   | Kronach, Lichtenfels | 032819  | 32234             | Direktmandat |
| Martin Böhm            | 1964 | AfD                   | Coburg               | 023405  | 06993             |              |
| Gudrun Brendel-Fischer | 1959 | CSU                   | Bayreuth             | 043383  | 37015             | Direktmandat |
| Michael Busch          | 1957 | SPD                   | Coburg               | 017528  | 15334             |              |
| Holger Dremel          | 1972 | CSU                   | Bamberg-Land         | 036364  | 29358             | Direktmandat |
| Thorsten Glauber       | 1970 | Freie Wähler          | Forchheim            | 029259  | 17330             |              |
| Michael Hofmann        | 1974 | CSU                   | Forchheim            | 024365  | 23588             | Direktmandat |
| Melanie Huml           | 1975 | CSU                   | Bamberg-Stadt        | 139191  | 22948             | Direktmandat |
| Alexander König        | 1961 | CSU                   | Hof                  | 029190  | 27118             | Direktmandat |
| Sebastian Körber       | 1980 | FDP                   | Forchheim            | 09741   | 03324             |              |
| Rainer Ludwig          | 1961 | Freie Wähler          | Wunsiedel, Kulmbach  | 015820  | 11243             |              |
| Martin Mittag          | 1982 | CSU                   | Coburg               | 026719  | 24795             | Direktmandat |
| Tim Pargent            | 1993 | Bündnis 90/Die Grünen | Bayreuth             | 021208  | 13023             |              |
| Jan Schiffers          | 1964 | AfD                   | Bamberg-Stadt        | 020133  | 07146             |              |
| Martin Schöffel        | 1977 | CSU                   | Wunsiedel, Kulmbach  | 036474  | 33281             | Direktmandat |
| Ursula Sowa            | 1957 | Bündnis 90/Die Grünen | Bamberg-Stadt        | 034475  | 13038             |              |

### Wahl 2013
| Mitglied des Landtages | geb. | Partei                | Stimmkreis           | Stimmen | davon Erststimmen | Bemerkungen  |
| ---------------------- | ---- | --------------------- | -------------------- | ------- | ----------------- | ------------ |
| Klaus Adelt            | 1956 | SPD                   | Hof                  | 025834  | 23108             |              |
| Inge Aures             | 1956 | SPD                   | Wunsiedel, Kulmbach  | 068703  | 24991             |              |
| Jürgen Baumgärtner     | 1973 | CSU                   | Kronach, Lichtenfels | 035051  | 33323             | Direktmandat |
| Susann Biedefeld       | 1964 | SPD                   | Coburg               | 029378  | 16995             |              |
| Gudrun Brendel-Fischer | 1959 | CSU                   | Bayreuth             | 042214  | 34480             | Direktmandat |
| Thorsten Glauber       | 1970 | Freie Wähler          | Forchheim            | 019355  | 16088             |              |
| Ulrike Gote            | 1965 | Bündnis 90/Die Grünen | Bayreuth             | 017268  | 06761             |              |
| Jürgen W. Heike        | 1949 | CSU                   | Coburg               | 029500  | 26105             | Direktmandat |
| Michael Hofmann        | 1974 | CSU                   | Forchheim            | 023756  | 22786             | Direktmandat |
| Melanie Huml           | 1975 | CSU                   | Bamberg-Stadt        | 115278  | 24238             | Direktmandat |
| Alexander König        | 1961 | CSU                   | Hof                  | 030906  | 27447             | Direktmandat |
| Ludwig von Lerchenfeld | 1957 | CSU                   | (nur Liste)          | 033144  | 0-                |              |
| Peter Meyer            | 1963 | Freie Wähler          | Bayreuth             | 017004  | 08741             |              |
| Christoph Rabenstein   | 1952 | SPD                   | Bayreuth             | 030284  | 18712             |              |
| Heinrich Rudrof        | 1955 | CSU                   | Bamberg-Land         | 045668  | 30878             | Direktmandat |
| Martin Schöffel        | 1977 | CSU                   | Wunsiedel, Kulmbach  | 040913  | 36583             | Direktmandat |

### Wahl 2008
| Mitglied des Landtages | geb. | Partei                | Stimmkreis                 | Erststimmen in % | Bemerkungen  |
| ---------------------- | ---- | --------------------- | -------------------------- | ---------------- | ------------ |
| Inge Aures             | 1956 | SPD                   |                            |                  |              |
| Susann Biedefeld       | 1964 | SPD                   |                            |                  |              |
| Gudrun Brendel-Fischer | 1959 | CSU                   | Kulmbach                   | 43,3             | Direktmandat |
| Thorsten Glauber       | 1970 | Freie Wähler          |                            |                  |              |
| Ulrike Gote            | 1965 | Bündnis 90/Die Grünen |                            |                  |              |
| Thomas Hacker          | 1967 | FDP                   |                            |                  |              |
| Jürgen W. Heike        | 1949 | CSU                   | Coburg                     | 43,2             | Direktmandat |
| Melanie Huml           | 1975 | CSU                   | Bamberg-Stadt              | 45,2             | Direktmandat |
| Alexander König        | 1961 | CSU                   | Hof                        | 47,5             | Direktmandat |
| Christian Meißner      | 1969 | CSU                   | Kronach, Lichtenfels       | 50,7             | Direktmandat |
| Peter Meyer            | 1963 | Freie Wähler          |                            |                  |              |
| Walter Nadler          | 1946 | CSU                   | Bayreuth                   | 39,1             | Direktmandat |
| Eduard Nöth            | 1949 | CSU                   | Forchheim                  | 42,7             | Direktmandat |
| Christoph Rabenstein   | 1952 | SPD                   |                            |                  |              |
| Heinrich Rudrof        | 1955 | CSU                   | Bamberg-Land               | 54,7             | Direktmandat |
| Martin Schöffel        | 1977 | CSU                   | Wunsiedel i.Fichtelgebirge | 41,1             | Direktmandat |
| Christa Steiger        | 1951 | SPD                   |                            |                  |              |